# Quirla
Quirla é uma localidade e antigo município da Alemanha localizado no distrito de Saale-Holzland, estado da Turíngia. Desde janeiro de 2019, forma parte do município de Stadtroda.
A Erfüllende Gemeinde (português: municipalidade representante ou executante) do município de Quirla é a cidade de Stadtroda.